# Коста, Жозе
Жозе Лейтано да Коста (порт. José Leitão da Costa; род. 23 марта 1984) — португальский гандболист, выступавший за французский клуб Монпелье и сборную Португалию.

## Карьера
Жозе Коста начал свою карьеру в 2004 году, выступая в португальских клубах ГК Брага и ГК Бенфика. В составе ГК Бенфики, Жозе выигрывал кубок Португалии и два раза выигрывал суперкубок Португалии. В 2015 году Жозе Коста перешёл в французский клуб Монпелье, с которым выиграл кубок Франции и кубок Французской лиги в 2016 году.

## Награды
- Обладатель Кубка французской лиги: 2016
- Обладатель Кубка Франции: 2016
- Обладатель кубка Португалии: 2011
- Обладатель суперкубка Португалии: 2010, 2012

## Статистика
Статистика Жозе Коста.
| Сезон     | Клуб     | Лига           | Матчи | Голы | 7-метр | Голы |
| --------- | -------- | -------------- | ----- | ---- | ------ | ---- |
| 2015/16   | Монпелье | LNH Division 1 | 21    | 4    | 0      | 4    |
| 2015–2016 | Итого    | LNH Division 1 | 21    | 4    | 0      | 4    |